# 키이우 페체르스크 수도원

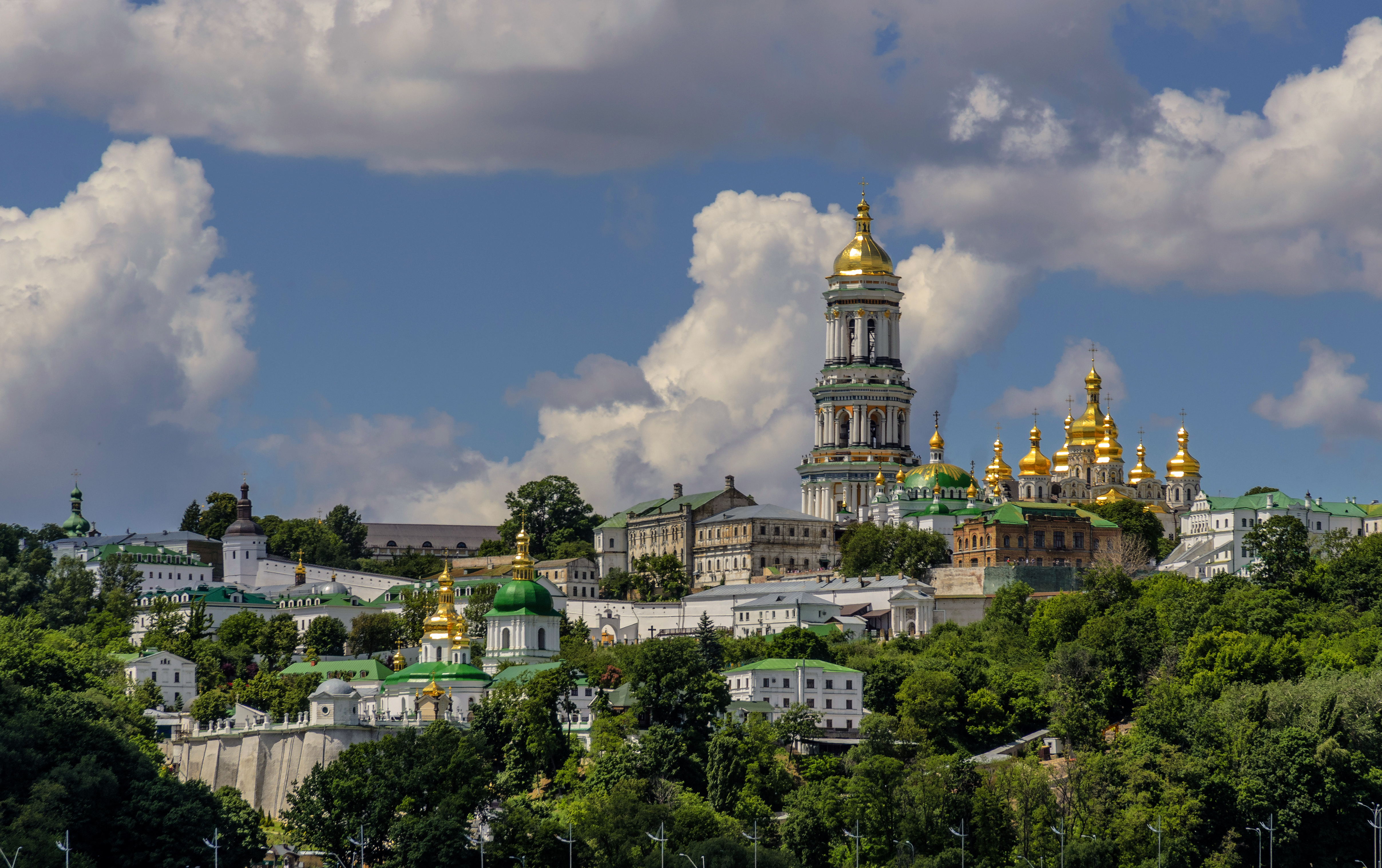
키이우 페체르스크 수도원

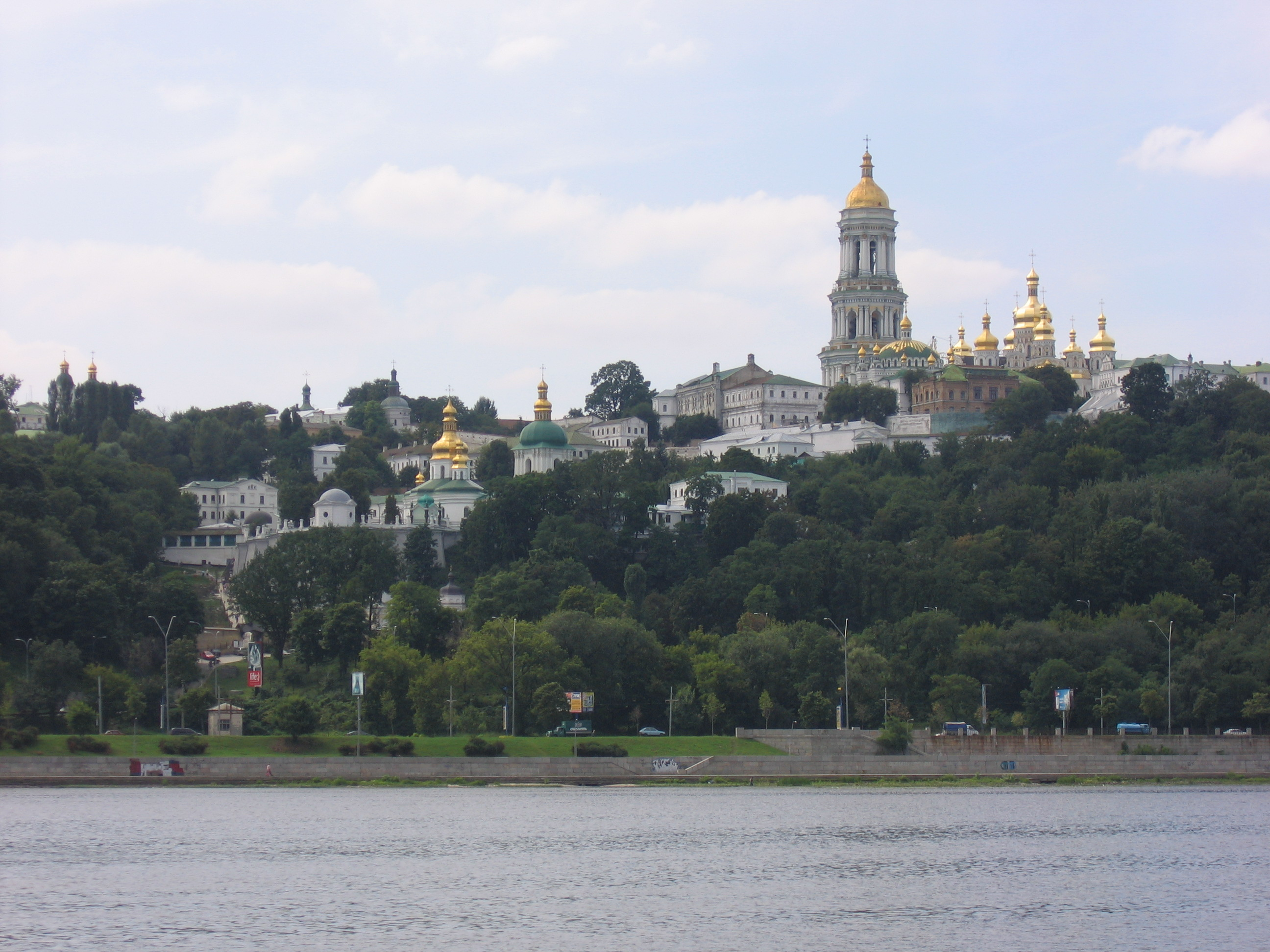
드니프로강에서 본 키이우 페체르스크 수도원

키이우 페체르스크 수도원(우크라이나어: Києво-Печерська лавра)은 우크라이나 키이우에 위치한 동방 정교회 수도원이다. 키이우 동굴 수도원이라고 부르기도 한다.
키예프 루스 시대였던 1051년에 건설되었다. 중세에서 근대까지 우크라이나의 종교, 교육, 학술에 큰 영향을 주었던 수도원이다. 수도원 안에는 대수도원 종탑, 삼위일체 대문 교회, 베레스토베 구세주 교회, 블리주니 페체리(Ближні печери, 동굴 인근)가 들어서 있다.
수도원 부지는 국립박물관, 키이우 페체르스크 국립 역사 문화 보호 구역, 모스크바 총대주교좌 우크라이나 정교회 관리 구역으로 나뉜다. 1990년에는 스뱌토고소피아 대성당과 함께 유네스코 세계유산에 등재되었다.